# Liste der Kulturdenkmale in Vaihingen

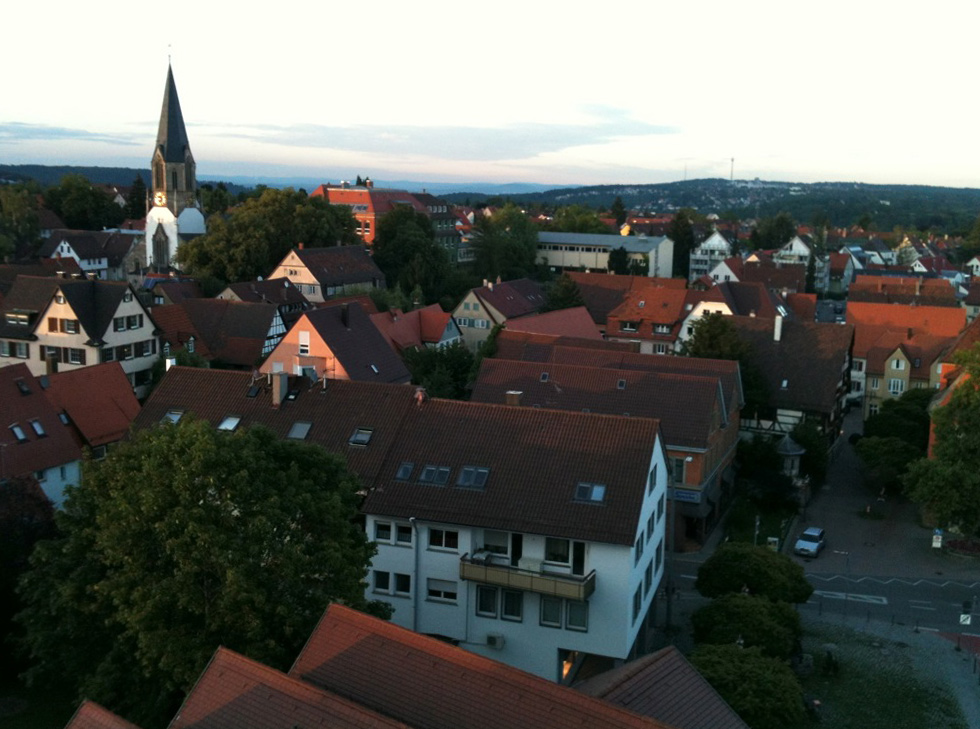
Die Ortsmitte von Vaihingen

In der Liste der Kulturdenkmale in Vaihingen sind alle unbeweglichen Bau- und Kunstdenkmale in Stuttgart–Vaihingen aufgelistet, die in der Liste der Kulturdenkmale. Unbewegliche Bau- und Kunstdenkmale der Unteren Denkmalschutzbehörde für diesen Stadtbezirk Stuttgarts verzeichnet sind. Stand dieser Liste ist der 25. April 2008.
Diese Liste ist nicht rechtsverbindlich. Eine rechtsverbindliche Auskunft ist lediglich auf Anfrage bei der Unteren Denkmalschutzbehörde der Stadt Stuttgart erhältlich.

## Allgemein
- Bild: Zeigt ein ausgewähltes Bild aus Commons, „Weitere Bilder“ verweist auf die Bilder im Medienarchiv Wikimedia Commons.
- Bezeichnung: Nennt den Namen, die Bezeichnung oder die Art des Kulturdenkmals.
- Lage: Straßenname und Hausnummer oder Flurstücknummer des Kulturdenkmals, gegebenenfalls auch den Ortsteil. Die Grundsortierung der Liste erfolgt nach dieser Adresse. Der Link (Karte) führt zu verschiedenen Kartendiensten mit der Position des Kulturdenkmals. Fehlt dieser Link, wurden die Koordinaten noch nicht eingetragen. Sind diese bekannt, können sie über ein Tool mit einer Kartenansicht einfach nachgetragen werden. In dieser Kartenansicht sind Kulturdenkmale ohne Koordinaten mit einem roten bzw. orangen Marker dargestellt und können durch Verschieben auf die richtige Position in der Karte mit Koordinaten versehen werden. Kulturdenkmale ohne Bild sind an einem blauen bzw. roten Marker erkennbar.
- Datierung: Baubeginn, Fertigstellung, Datum der Erstnennung oder grobe zeitliche Einordnung entsprechend des Eintrags in der zuständigen Denkmaldatenbank (Landesamt für Denkmalpflege Baden-Württemberg).
- Beschreibung: Kurzcharakteristik des Kulturdenkmals.

## Kulturdenkmale im Stadtbezirk Vaihingen

### Vaihingen-Mitte
| Bild           | Bezeichnung                                                          | Lage                                                       | Datierung            | Beschreibung                                                                                           | ID |
| -------------- | -------------------------------------------------------------------- | ---------------------------------------------------------- | -------------------- | --- | -- |
|                | Ehemaliges Haus Widmaier                                             | Ackermannstr. 17 (Karte)                                   | 1925–1926            | Expressionismus, Mössner Friedrich Geschützt nach § 2 DSchG                                            |    |
|                | Bahnhof                                                              | Bahnhof (Vai) 1 (Karte)                                    | 1879                 | Historismus, Landhausstil Geschützt nach § 2 DSchG                                                     |    |
|                | Altes Schulhaus                                                      | Ernst-Kachel-Str. 2 (Karte)                                | 1707                 | Barock Geschützt nach § 2 DSchG                                                                        |    |
|                | Ehemaliges Weingärtnerhaus                                           | Ernst-Kachel-Str. 8, 10 (Karte)                            | 1500–1700            | Geschützt nach § 2 DSchG                                                                               |    |
|                | Wohnhaus                                                             | Ernst-Kachel-Str. 13 (Karte)                               | 1539                 | Geschützt nach § 2 DSchG                                                                               |    |
| Weitere Bilder | Katholische Kirche und Pfarrhaus (Sachgesamtheit)                    | Fanny-Leicht-Str. 29, 31 (Karte)                           | 1928                 | Expressionismus, Historismus – Neobarock, Schmidt Alfred; Thuma Fr. Bildhauer Geschützt nach § 2 DSchG |    |
|                | Hirsch-Skulptur, Bronze                                              | Hauptstr. 23 (Karte)                                       | 1937                 | Heimatstil 1920–1945, von Graevenitz Fritz, Bildhauer Geschützt nach § 2 DSchG                         |    |
|                | Österfeldschule                                                      | Katzenbachstr. 27 (Karte)                                  | 1902                 | Historismus – Neorenaissance, Kober Geschützt nach § 2 DSchG                                           |    |
|                | Ehemaliges Weberhaus                                                 | Katzenbachstr. 31 (Karte)                                  | 1500–1600            | Geschützt nach § 2 DSchG                                                                               |    |
|                | Ehemaliges Handwerkerhaus                                            | Katzenbachstr. 34 (Karte)                                  |                      | Geschützt nach § 2 DSchG                                                                               |    |
|                | Ehemaliges Wohnstallhaus                                             | Katzenbachstr. 41, 43 (Karte)                              | 1600–1800, 1775–1825 | Geschützt nach § 2 DSchG                                                                               |    |
|                | Ehemaliges Gehöft mit Fachwerkwohnhaus und -scheuer (Sachgesamtheit) | Katzenbachstr. 42 (Karte)                                  | 1600–1800            | Geschützt nach § 2 DSchG                                                                               | BW |
|                | Ehemaliges Taglöhnerhaus                                             | Kelterberg 1 (Karte)                                       | 1400–1600            | Geschützt nach § 2 DSchG                                                                               |    |
|                | Wohnhaus                                                             | Kelterberg 2 (Karte)                                       | 1769                 | Geschützt nach § 2 DSchG                                                                               |    |
|                | Scheuer                                                              | Kelterberg 4/2 (Karte)                                     | 1600–1700            | Barock Geschützt nach § 2 DSchG                                                                        |    |
|                | Ehemalige Spitalkelter                                               | Kelterberg 5 (Karte)                                       | 1510–1511            | Spätmittelalter Geschützt nach § 2 DSchG                                                               |    |
|                | Wohnhaus                                                             | Kelterberg 6 (Karte)                                       | 1500–1600            | Geschützt nach § 2 DSchG                                                                               |    |
|                | Wohnhaus                                                             | Kelterberg 10, 10/1 (Karte)                                | 1600–1700            | Geschützt nach § 2 DSchG                                                                               |    |
|                | Ehemaliges Taglöhnerhaus                                             | Kelterberg 12 (Karte)                                      | 1500–1700            | Geschützt nach § 2 DSchG                                                                               |    |
|                | Wohn- und Geschäftshaus                                              | Möhringer Landstraße 9 (Karte)                             | 1899                 | Historismus – Neorenaissance, Bez G. Geschützt nach § 2 DSchG                                          |    |
|                | Evangelischer Pfarrhof mit Pfarrhaus                                 | Pfarrhausstr. 12 (Karte)                                   | 1798                 | Barock, Expressionismus (Tür) Geschützt nach § 2 DSchG                                                 |    |
| Weitere Bilder | Evangelische Kirche                                                  | Pfarrhausstr. 14 (Karte)                                   | 1400–1450, 1858      | Gotik, Historismus – Neogotik, Leins Ch. F. (1858) Geschützt nach § 12 DSchG                           |    |
|                | Scheune                                                              | Pfarrhausstr. 17 1 (Karte)                                 | 1534                 | Geschützt nach § 2 DSchG                                                                               | BW |
|                | Scheune                                                              | Pfarrhausstr. 9a (früher), 11a; Flst. Nr. 9/2, 9/3 (Karte) | 1709                 | Geschützt nach § 2 DSchG                                                                               | BW |
|                | Rathaus und Brunnen (Sachgesamtheit)                                 | Rathausplatz 1 (Karte)                                     | 1906–1907            | Historismus – Neobarock, Eisenlohr Ludwig und Weigle Carl Geschützt nach § 2 DSchG                     |    |
| Weitere Bilder | Ehemaliges Gasthaus Adler                                            | Rathausplatz 3 (Karte)                                     | 1556                 | Geschützt nach § 2 DSchG                                                                               |    |
| Weitere Bilder | Ehemaliges Wirtshaus zur Ratsstube                                   | Rathausplatz 4 (Karte)                                     | 1700                 | Geschützt nach § 2 DSchG                                                                               |    |
|                | Wohnhaus                                                             | Robert-Leicht-Str. 5 (Karte)                               | 1600–1800            | Geschützt nach § 2 DSchG                                                                               |    |
|                | Ehemalige Villa Metzger                                              | Robert-Leicht-Str. 33 (Karte)                              | 1904                 | Historismus – Neorenaissance, Landhausstil, Harzer Geschützt nach § 2 DSchG                            |    |

### Österfeld
| Bild | Bezeichnung                  | Lage | Datierung | Beschreibung | ID |
| ---- | ---------------------------- | ---- | --------- | ------------ | -- |
|      | Bislang kein Denkmal bekannt |      |           |              |    |

### Höhenrand
| Bild | Bezeichnung                  | Lage | Datierung | Beschreibung | ID |
| ---- | ---------------------------- | ---- | --------- | ------------ | -- |
|      | Bislang kein Denkmal bekannt |      |           |              |    |

### Wallgraben-West
| Bild | Bezeichnung                  | Lage | Datierung | Beschreibung | ID |
| ---- | ---------------------------- | ---- | --------- | ------------ | -- |
|      | Bislang kein Denkmal bekannt |      |           |              |    |

### Rosental
| Bild           | Bezeichnung                                                                     | Lage                    | Datierung | Beschreibung                                                                                     | ID |
| -------------- | ------------------------------------------------------------------------------- | ----------------------- | --------- | ------------------------------------------------------------------------------------------------ | -- |
| Weitere Bilder | Hauptverwaltung der IBM Deutschland mit umgebenden Freiflächen (Sachgesamtheit) | Pascalstr. 100 (Karte)  | 1967–1972 | Internationaler Stil ab 1950, Eiermann Egon und Architektengemeinschaft Geschützt nach § 2 DSchG |    |
|                | Gedenkstein                                                                     | Vaihingen 1479 0 5944 9 | 1868      | Historismus – Neogotik Geschützt nach § 2 DSchG                                                  |    |

### Heerstraße
| Bild | Bezeichnung                                                                        | Lage                                               | Datierung              | Beschreibung | ID |
| ---- | ---------------------------------------------------------------------------------- | -------------------------------------------------- | ---------------------- | --- | -- |
|      | Friedhof mit Friedhofskapelle und Gefallenendenkmal (Sachgesamtheit)               | Holzhauser Str. 10, Flst. Nr. 4044, 4044/1 (Karte) | 1863, 1926, 1936, 1954 | Heimatstil, Historismus – Neobarock (Kapelle), Henninger M. (1954 Kapellenfenster), Aeckerlin Bildhauer (Denkmal) Geschützt nach § 2 DSchG | BW |
|      | Friedhofskapelle (Teil der SG Friedhof mit Friedhofskapelle und Gefallenendenkmal) | Holzhauser Str. 10 (Karte)                         | 1863, 1926, 1936, 1954 | Heimatstil, Historismus – Neobarock (Kapelle), Henninger M. (1954 Kapellenfenster), Aeckerlin Bildhauer (Denkmal) Geschützt nach § 2 DSchG |    |
|      | Gefallenendenkmal                                                                  | Holzhauser Str. 10, Flst. Nr. 4044, 4044/1 (Karte) | 1926                   | Aeckerlin Bildhauer (Denkmal) Geschützt nach § 2 DSchG                                                                                     |    |
|      | Bildstockstein                                                                     | Katzenbachstr. 108, Flst. Nr. 3450/1 (Karte)       |                        | Geschützt nach § 2 DSchG |    |

### Lauchäcker
| Bild | Bezeichnung                                                            | Lage                                                                                      | Datierung | Beschreibung                                                                 | ID |
| ---- | ---------------------------------------------------------------------- | ----------------------------------------------------------------------------------------- | --------- | ---------------------------------------------------------------------------- | -- |
|      | Grenzstein (Teil der SG „Grenzsteine Vaihingen“)                       | Provisorische Adresse: Bernhartsstraße, Weg westlich der Bernhartshöhe                    |           | Geschützt nach § 2 DSchG                                                     |    |
|      | Grenzstein (Teil der SG „Grenzsteine Vaihingen“)                       | Provisorische Adresse: Bernhartsstraße, Weg westlich der Bernhartshöhe                    |           | Geschützt nach § 2 DSchG                                                     |    |
|      | Ehemaliges Forsthaus mit Scheune, Back- und Waschhaus (Sachgesamtheit) | Katzenbacher Hof 1, 2, 3 (Karte)                                                          | 1896      | Historismus, Landhausstil, Keppler, Stadtbaumeister Geschützt nach § 2 DSchG |    |
|      | Grenzstein (Teil der SG „Grenzsteine Vaihingen“)                       | Provisorische Adresse: Am Weg, wenn man vom Eisenauer Weg den Steinbach überqueren möchte |           | Geschützt nach § 2 DSchG                                                     |    |
|      | Grenzstein (Teil der SG „Grenzsteine Vaihingen“)                       | Provisorische Adresse: Am Steinbach (nördliche Seite)                                     |           | Geschützt nach § 2 DSchG                                                     |    |
|      | Grenzstein (Teil der SG „Grenzsteine Vaihingen“)                       | Provisorische Adresse: Am Steinbach (nördliche Seite)                                     |           | Geschützt nach § 2 DSchG                                                     |    |
|      | Grenzstein (Teil der SG „Grenzsteine Vaihingen“)                       | Provisorische Adresse: Steinbachsee (südliche Seeseite)                                   |           | Geschützt nach § 2 DSchG                                                     |    |
|      | Grenzstein (Teil der SG „Grenzsteine Vaihingen“)                       | Provisorische Adresse: Steinbachsee (südliche Seeseite)                                   |           | Geschützt nach § 2 DSchG                                                     |    |
|      | Grenzstein (Teil der SG „Grenzsteine Vaihingen“)                       | Provisorische Adresse: Steinbachsee (südliche Seeseite)                                   |           | Geschützt nach § 2 DSchG                                                     |    |
|      | Grenzstein (Teil der SG „Grenzsteine Vaihingen“)                       | Provisorische Adresse: Steinbachsee (südliche Seeseite)                                   |           | Geschützt nach § 2 DSchG                                                     |    |
|      | Grenzstein (Teil der SG „Grenzsteine Vaihingen“)                       | Provisorische Adresse: Steinbachsee (südliche Seeseite)                                   |           | Geschützt nach § 2 DSchG                                                     |    |
|      | Grenzstein (Teil der SG „Grenzsteine Vaihingen“)                       | Provisorische Adresse: Steinbachsee (südliche Seeseite)                                   |           | Geschützt nach § 2 DSchG                                                     |    |
|      | Grenzstein (Teil der SG „Grenzsteine Vaihingen“)                       | Provisorische Adresse: Steinbachsee (südliche Seeseite)                                   |           | Geschützt nach § 2 DSchG                                                     |    |
|      | Grenzstein (Teil der SG „Grenzsteine Vaihingen“)                       | Provisorische Adresse: Steinbachsee (südliche Seeseite)                                   |           | Geschützt nach § 2 DSchG                                                     |    |
|      | Grenzstein (Teil der SG „Grenzsteine Vaihingen“)                       | Provisorische Adresse: Steinbachsee (südliche Seeseite)                                   |           | Geschützt nach § 2 DSchG                                                     |    |
|      | Grenzstein (Teil der SG „Grenzsteine Vaihingen“)                       | Provisorische Adresse: Steinbachsee (nördliche Seeseite)                                  |           | Geschützt nach § 2 DSchG                                                     |    |
|      | Grenzstein (Teil der SG „Grenzsteine Vaihingen“)                       | Provisorische Adresse: Steinbachsee (nördliche Seeseite)                                  |           | Geschützt nach § 2 DSchG                                                     |    |
|      | Grenzstein (Teil der SG „Grenzsteine Vaihingen“)                       | Provisorische Adresse: Steinbachsee (nördliche Seeseite)                                  |           | Geschützt nach § 2 DSchG                                                     |    |
|      | Grenzstein (Teil der SG „Grenzsteine Vaihingen“)                       | Provisorische Adresse: Steinbachsee (nördliche Seeseite)                                  |           | Geschützt nach § 2 DSchG                                                     |    |
|      | Grenzstein (Teil der SG „Grenzsteine Vaihingen“)                       | Provisorische Adresse: Steinbachsee (nördliche Seeseite)                                  |           | Geschützt nach § 2 DSchG                                                     |    |

### Dachswald
| Bild | Bezeichnung                                      | Lage                                                                         | Datierung | Beschreibung                                                | ID |
| ---- | ------------------------------------------------ | ---------------------------------------------------------------------------- | --------- | ----------------------------------------------------------- | -- |
|      | Ehemaliges Haus Woernle                          | Hessenlauweg 10 (Karte)                                                      | 1950      | Internationaler Stil ab 1950, Gutbrod Rolf und Holger Denes | BW |
|      | Grenzstein (Teil der SG „Grenzsteine Vaihingen“) | Provisorische Adresse: Im Himmel, auf Höhe der Gebäude mit den Nr. 30 und 32 |           | Geschützt nach § 2 DSchG                                    |    |

### Pfaffenwald
| Bild           | Bezeichnung | Lage                                      | Datierung                      | Beschreibung                                                     | ID |
| -------------- | --- | ----------------------------------------- | ------------------------------ | ---------------------------------------------------------------- | -- |
|                | Institut für leichte Flächentragwerke | Pfaffenwaldring 14 (Karte)                | 1966                           | Internationaler Stil ab 1950, Frei Otto Geschützt nach § 2 DSchG |    |
| Weitere Bilder | Satelliten-Trägerrakete Europa I/II „Astris“, 3. Stufe, Haupttriebwerk mit Höhendüse, Ti-Tank, Struktursystem, He-GFK Drucktank, Zubehör: 2. Hauptbrennkammer | Pfaffenwaldring 31 (Karte)                | 1964–1967                      | Geschützt nach § 12 DSchG                                        |    |
|                | Observatorium | Pfaffenwaldring 42 (Karte)                | 1934                           | Weber K. Geschützt nach § 2 DSchG                                |    |
|                | 6 Historische Waldgrenzsteine zwischen dem Wald der Stadt Sindelfingen und dem Pfaffenwald                                                                    | Ohne Adresse                              | einer mit 1467, einer mit 1760 | Geschützt nach § 2 DSchG                                         |    |
|                | Gemarkungsgrenzstein Stuttgart (STI-190) | Ohne Adresse                              |                                | Geschützt nach § 2 DSchG                                         |    |
|                | Gemarkungsgrenzstein Stuttgart (STI-191) | Ohne Adresse                              | 1760                           | Geschützt nach § 2 DSchG                                         |    |
|                | Gemarkungsgrenzstein Stuttgart, Rössle (STI-195) | Ohne Adresse                              |                                | Geschützt nach § 2 DSchG                                         |    |
|                | Gemarkungsgrenzstein Stuttgart, Dreimärker (STI-196) | Ohne Adresse                              |                                | Geschützt nach § 2 DSchG                                         |    |
|                | Grenzstein (Teil der SG „Grenzsteine Vaihingen“) | Provisorische Adresse: Wüste-Wiesen-Allee | 1760                           | Geschützt nach § 2 DSchG                                         |    |

### Büsnau
| Bild | Bezeichnung                                      | Lage | Datierung | Beschreibung             | ID |
| ---- | ------------------------------------------------ | ---- | --------- | ------------------------ | -- |
|      | Grenzstein (Teil der SG „Grenzsteine Vaihingen“) |      |           | Geschützt nach § 2 DSchG |    |

### Rohr
| Bild | Bezeichnung                                        | Lage                                                    | Datierung       | Beschreibung                                                                          | ID |
| ---- | -------------------------------------------------- | ------------------------------------------------------- | --------------- | ------------------------------------------------------------------------------------- | -- |
|      | Wohnstallhaus                                      | Helblingstr. 2 (Karte)                                  | 1782            | Geschützt nach § 2 DSchG                                                              |    |
|      | Ehemaliges Haus Stollen                            | Rathausstr. 2, 4 (Karte)                                | 1717            | Barock Geschützt nach § 2 DSchG                                                       |    |
|      | Turm der Evangelischen Kirche                      | Reinbeckstr. 8 (nur Turm) (Karte)                       |                 | Gotik, Krauch Christian, Zimmermann (Holzgesims 1740) Geschützt nach § 12 DSchG       |    |
|      | Gefallenendenkmal                                  | Schönbuchstr. 31, Flst. Nr. 171 (Karte)                 | 1925–1926, 1956 | Jung, Bildhauer; Fritz Erich, Prof. (Anlage 1956) Geschützt nach § 2 DSchG            |    |
|      | Wohnhaus                                           | Steigstr. 13 (Karte)                                    | 1700–1800       | Geschützt nach § 2 DSchG                                                              |    |
|      | Scheunen, Remise oder Stall                        | Steigstr. 24, Flst. Nr. 54/2, Veteranenstr. 3/1 (Karte) | 1765, 1700–1800 | Geschützt nach § 2 DSchG                                                              | BW |
|      | Scheune                                            | Flst. Nr. 54/2 (bei Steigstr. 24) (Karte)               | 1765, 1700–1800 | Geschützt nach § 2 DSchG                                                              |    |
|      | Ehemaliges HJ-Heim                                 | Thingstr. 50 (Karte)                                    | 1938            | Heimatstil, Architektur der NS-Zeit, Holstein und Rohrberg Geschützt nach § 2 DSchG   |    |
|      | Haus Kruse mit Garage (Sachgesamtheit)             | Waldburgstr. 173 (Karte)                                | 1930            | Heimatstil, Stuttgarter Schule 1920–1945, Schmitthenner Paul Geschützt nach § 2 DSchG | BW |
|      | Haus Kruse (Teil der Sachgesamtheit)               | Waldburgstr. 173 (Karte)                                | 1930            | Heimatstil, Stuttgarter Schule 1920–1945, Schmitthenner Paul Geschützt nach § 2 DSchG |    |
|      | Garage von Haus Kruse (Teil der SG Sachgesamtheit) | Waldburgstr. 173 (Karte)                                | 1930            | Heimatstil, Stuttgarter Schule 1920–1945, Schmitthenner Paul Geschützt nach § 2 DSchG |    |

### Dürrlewang
| Bild | Bezeichnung                  | Lage | Datierung | Beschreibung | ID |
| ---- | ---------------------------- | ---- | --------- | ------------ | -- |
|      | Bislang kein Denkmal bekannt |      |           |              |    |